# Ectropothecium giganteum
Ectropothecium giganteum är en bladmossart som beskrevs av J.C. Norris och T. Koponen 1985. Ectropothecium giganteum ingår i släktet Ectropothecium och familjen Hypnaceae. Inga underarter finns listade i Catalogue of Life.